# Vardetangen
Vardetangen er det vestligste punkt på  fastlandet i Norge, 4° 56′ 43,182′′ østlig længde. Stedet ligger på den nordvestlige spids af Lindåshalvøen i Austrheim kommune i Vestland fylke i Norge.
I 1996 blev der bygget en stor varde af sten på stedet.